# فرنسا القارية

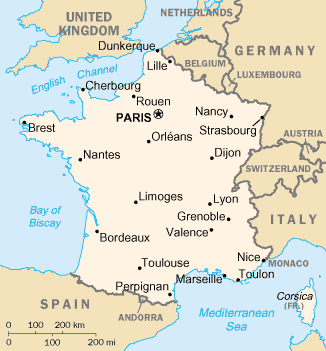
خريطة لفرنسا القارية.

فرنسا القارّيّة (بالفرنسية: France métropolitaine)‏، وتعرف أيضًا باسم فرنسا الأوروبية، هي أراضي الجمهورية الفرنسية الواقعة في أوروبا. ويشمل البر والجزر القريبة من المحيط الأطلسي، و بحر المانش وجزيرة واحدة في البحر الأبيض المتوسط وهي كورسيكا. على النقيض من ذلك، فرنسا ما وراء البحار هو الاسم الجماعي للجزء من فرنسا الواقع خارج أوروبا: مناطق ما وراء البحار الفرنسية، والأراضي [الإنجليزية] (Territoires d'outre-mer، تُختصر إلى TOM)، والجماعات [الإنجليزية] (collectivités d'outre-mer، تُختصر إلى COM)، والجماعة الخاصة (Collectivité sui generis) في كاليدونيا الجديدة. في القانون الأوروبي والدولي، يستخدم مصطلح "الإقليم الأوروبي لفرنسا"، ولا سيما للدلالة على مناطق فرنسا المدرجة في منطقة شنغن.
تشكل فرنسا القارية ومناطق ما وراء البحار ما يسمى الجمهورية الفرنسية رسميًا. تمثل فرنسا القارية ما يقارب 82.2٪ من مساحة الجمهورية، و3.3٪ من المنطقة الاقتصادية الخالصة و95.9٪ من سكان الجمهورية الفرنسية.
في مناطق ما وراء البحار الخمسة - وهي مارتينيك، وغوادلوب، وريونيون، وغيانا الفرنسية، ومايوت -، الوضع السياسي نفسه في مناطق فرنسا القارية. فرنسا والمناطق الخمسة وراء البحار تسميها الإدارة الفرنسية في بعض الأحيان "فرنسا الكليّة" (بالفرنسية: France entière)‏، وخاصة المعهد الوطني للإحصاء، على الرغم من أن فرنسا الكلية لا تشمل في الواقع الجماعات والأقاليم الفرنسية وراء البحار التي تتمتع باستقلالية أكبر من الأقاليم الخارجية. كانت الجزائر جزءًا من فرنسا القارية حتى استقلالها في عام 1962.